# Bataille de Seelow
Seconde Guerre mondiale
Batailles
Front de l’Est

Prémices :
- Campagne de Pologne
- Guerre d’Hiver

Guerre germano-soviétique :
- 1941 : L'invasion de l'URSS

- Opération Barbarossa

Front nord : 
- Guerre de Continuation
- Opération Silberfuchs
- Siège de Léningrad

Front central : 
- 2e bataille de Brest-Litovsk
- Bataille de Białystok–Minsk
- 1re bataille de Smolensk
- Bataille de Kiev

Front sud : 
- Siège d'Odessa
- Campagne de Crimée

- 1941-1942 : La contre-offensive soviétique

Front nord : 
- Poche de Demiansk
- Poche de Kholm

Front central : 
- Bataille de Moscou

Front sud : 
- Seconde bataille de Kharkov

- 1942-1943 : De Fall Blau à 3e Kharkov

Front nord : 
- Offensive de Siniavino
- Opération Iskra
- Bataille de Krasny Bor
- Opération Poliarnaïa Zvezda

Front central : 
- Opération Mars

Front sud : 
- Bataille du Caucase (opération Fall Blau)
- Bataille de Stalingrad
- Opération Uranus
- Opération Saturne
- Offensive d'Ostrogojsk-Rossoch
- Offensive de Voronej-Kastornoe
- Opération Gallop
- Opération Étoile
- Troisième bataille de Kharkov

- 1943-1944 : Libération de l'Ukraine et de la Biélorussie

Front central : 
- 2e bataille de Smolensk
- Opération Bagration

Front sud : 
- Bataille de Koursk
- Bataille du Dniepr
- Offensive Dniepr-Carpates
- Offensive de Crimée
- Offensive de Lvov-Sandomir

- 1944-1945 : Campagnes d'Europe centrale et d'Allemagne

Allemagne : 
- Offensive Vistule-Oder
- Offensive de Poméranie orientale
- Siège de Breslau
- Offensive de Prusse-Orientale
- Bataille de Königsberg
- Bataille de Seelow
- Bataille de Bautzen
- Bataille de Berlin
- Capitulation allemande

Front nord et Finlande : 
- Guerre de Laponie
- Offensive Leningrad-Novgorod
- Bataille de Narva

Europe orientale : 
- Opération Margarethe
- Insurrection de Varsovie
- Soulèvement national slovaque
- Opération Panzerfaust
- Bataille de Budapest
- Opération Frühlingserwachen
- Offensive de Vienne
- Insurrection de Prague
- Offensive de Prague
- Bataille de Slivice

Front d’Europe de l’Ouest

Campagnes d'Afrique, du Moyen-Orient et de Méditerranée

Bataille de l’Atlantique

Guerre du Pacifique

Guerre sino-japonaise

Théâtre américain
La bataille de Seelow, plus communément appelée dans la littérature historique « bataille des Hauteurs de Seelow », eut lieu durant la Seconde Guerre mondiale, dans le cadre des combats précédant la bataille de Berlin.

## Déroulement de la bataille
Insuffisamment préparée du côté soviétique, cette attaque faillit tourner au fiasco malgré l'avantage numérique et matériel en faveur des troupes soviétiques.
L'attaque débuta de nuit par une intense préparation d'artillerie. Puis les Soviétiques usèrent de l'arme psychologique. Ils allumèrent des projecteurs de DCA et tournèrent les faisceaux lumineux à l'horizontale vers l'ennemi, afin de l'aveugler.
Les troupes soviétiques commencèrent leur progression vers les hauteurs tenues par l'armée du IIIe Reich, dans un nuage de poussières en suspension laissé par la préparation d'artillerie et le brouillard écœurant des gaz d'échappement des chars accompagnant les fantassins, selon la tactique chère à l'Armée rouge.
De nombreux fantassins se perdirent dans l'obscurité malgré la lueur blafarde des projecteurs, les blindés eurent les plus grandes difficultés à progresser car la zone était fortement marécageuse, nombre d'entre eux s'embourbèrent et furent mis hors de combat avant même d'être au contact.
Des cas répétés de méprises et tirs fratricides s'ensuivirent. Certains fantassins soviétiques avaient malgré tout réussi à atteindre les positions ennemies qu'ils avaient reçu l'ordre de prendre. Dans l'obscurité et la confusion régnante, d'autres fantassins de la seconde vague d'assaut prirent leurs camarades de première ligne déjà installés dans les positions ennemies conquises pour des troupes allemandes et les abattirent.
De son côté, l'état-major des forces allemandes ayant pressenti l'imminence d'une attaque avait fait prudemment replier les occupants des premières lignes sur les secondes lignes, voire dans certains cas sur les troisièmes lignes, afin que l'adversaire bombarde des lignes vidées de leurs occupants, qui se redéploient après la préparation d'artillerie.
Les combats se déroulèrent par la suite autour et dans le village de Seelow.  Les troupes soviétiques vinrent finalement à bout de la résistance allemande et s'emparent définitivement de Seelow le 19 avril; ainsi le dernier et important verrou bloquant la route vers Berlin venait de sauter, laissant libre l'accès à la capitale de l'Allemagne nazie.